# Ivan Gagarin

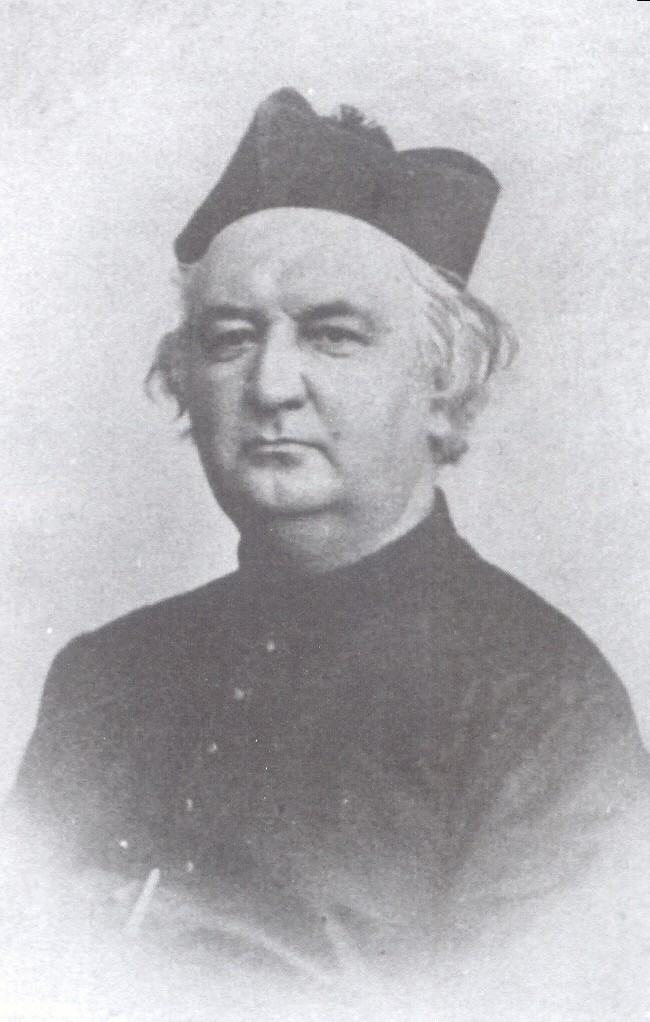
Ivan Gagarin.

Ivan Sergejevitj Gagarin (ryska: Иван Сергеевич Гагарин), född 1 augusti 1814, död 19 juli 1882, var en rysk diplomat och jesuit.
Gagarin var ursprungligen diplomat, bosatte sig 1838 i Paris, där han 1843 konverterade till romersk-katolska kyrkan och blev jesuit. Han grundade ett slaviskt bibliotek och kämpade i tal och skrift för en förening mellan katolska och de östligt ortodoxa kyrkorna. Ett med största sannolikhet osant rykte spred att han genom en anonym smädeskampanj orsakat Aleksandr Pusjkins död.